# Heart of Mine
『Heart of Mine』（ハート・オブ・マイン）は、BREATHの1枚目のアルバム。

## 解説
- デビュー・アルバム。

## 収録曲
1. Mary Jane (3:11)
作詞:金築卓也、作曲:菊池一仁、編曲:菊池一仁・岡野ハジメ
2. 瞳にくぎづけ (Album Version) (5:17)
作詞:金築卓也、作曲:菊池一仁、編曲:菊池一仁・十川知司
1stシングルのアルバムバージョン。
3. Warmness (5:21)
作詞:金築卓也、作曲:菊池一仁、編曲:菊池一仁・十川知司
4. アイ・ラブ・ユー (4:10)
作詞:金築卓也、作曲:菊池一仁、編曲:菊池一仁・岡野ハジメ
3rdシングル。
5. Fall in love (4:38)
作詞:金築卓也、作曲:菊池一仁、編曲:菊池一仁・岡野ハジメ
6. 甘いキッス (4:17)
作詞:金築卓也、作曲:菊池一仁、編曲:BREATH・村田明
7. Bridge (4:51)
作詞:前田知巳、作曲:菊池一仁、編曲:菊池一仁・岡野ハジメ
3rdシングルのカップリング曲。Every Little Thingの『fragile』をセルフカバーし、歌詞を変えたもの。
8. 渚に消えた恋 (4:40)
作詞:金築卓也、作曲:菊池一仁、編曲:菊池一仁・十川知司
auラジオCMタイアップ。
9. 今もし君の心に僕がいなくても (3:59)
作詞:金築卓也、作曲:菊池一仁、編曲:菊池一仁・岡野ハジメ
2ndシングル。
10. spin (4:39)
作詞:金築卓也、作曲:菊池一仁、編曲:菊池一仁・岡野ハジメ
Every Little Thingが参加。
11. 重ねてく世界 (4:42)
作詞:金築卓也、作曲:菊池一仁、編曲:菊池一仁・村田明